# Antoniuskirche (Nostra)

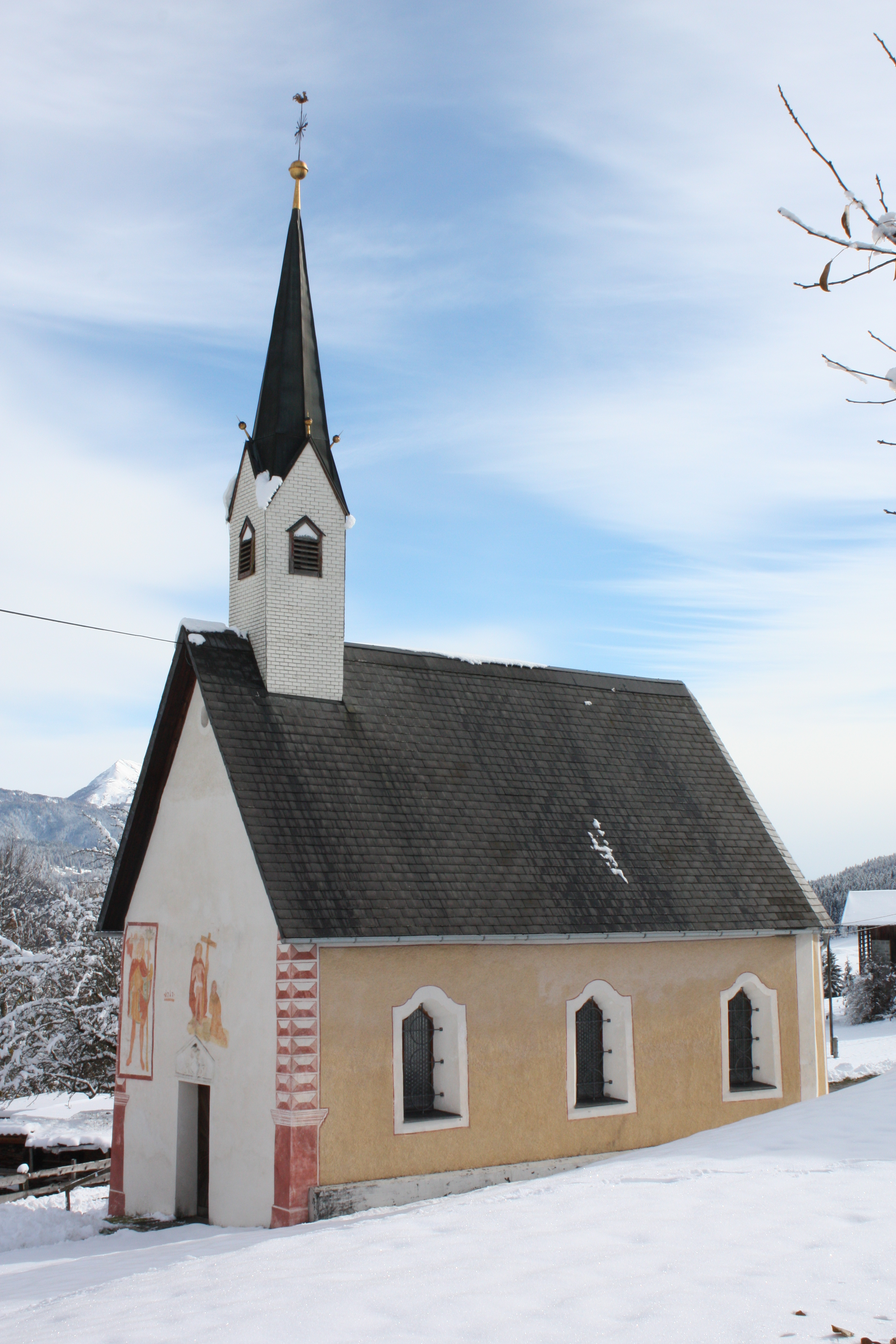
Antoniuskirche

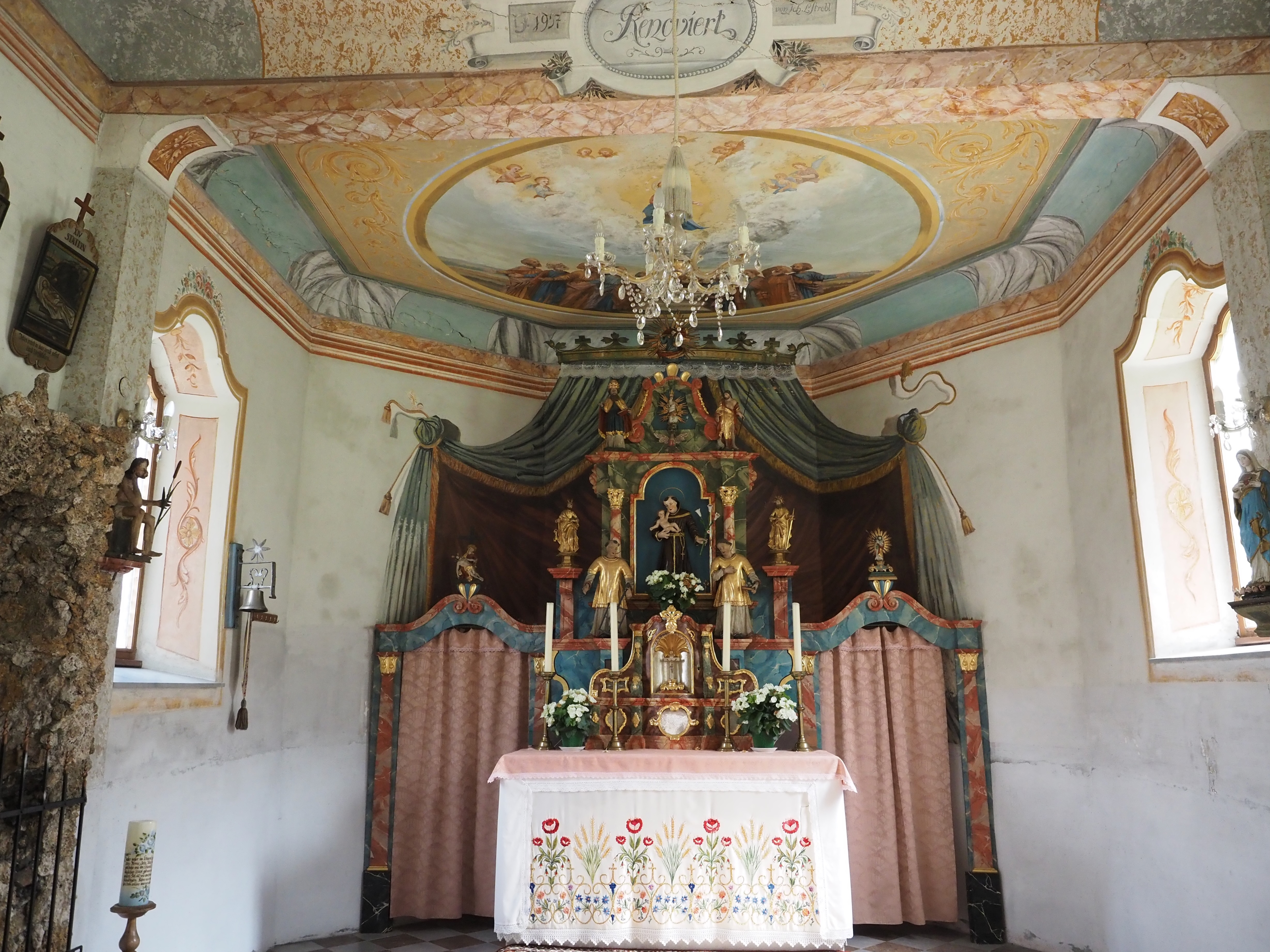
Innenansicht

Die Antoniuskirche in Nostra in der Gemeinde Lesachtal steht in 1045 Meter Seehöhe. Die dem heiligen Antonius von Padua geweihte Kirche ist eine Filiale der römisch-katholischen Pfarre Kornat. 

## Baubeschreibung
Das 1703 errichtete Gotteshaus wurde wohl 1832 erweitert. Die Kirche ist ein dreiachsiger Bau mit Dreiachtelschluss, westlichem Dachreiter, einem Portal mit geradem Sturz und Kompositfenster. An der mit 1796 bezeichneten Giebelwand sind die Wandbilder des heiligen Christophorus und eines dem heiligen Antonius erscheinenden Schmerzensmanns von 1717 zu sehen.
Im flachgedeckten Langhaus steht eine vorschwingende Holzempore von 1893. An die Langhausdecke ist der Kirchenheilige Antonius gemalt. Das Deckengemälde des Chores stellt die Himmelfahrt Mariens dar. Die Fenster sind von gemaltem Ranken- und Blütenwerk umrahmt. An der Altarwand sind ein illusionistischer Baldachin und der heilige Antonius wiedergegeben.

## Einrichtung
Der um 1800 entstandene Hochaltar mit Opfergangsportalen trägt die spätbarocken Figuren der Heiligen Antonius, Laurentius und Stephanus, die Statuetten der Heiligen Petrus, Paulus, Silvester und Johannes dem Täufer sowie über den Opfergangsportalen eine kleinfigurige Pietà und einen Guten Hirten. In der Nordwand befindet sich eine Lourdesgrotte. Zur weiteren Ausstattung der Kirche zählen ein Konsolfigürchen Christus in der Trauer, eine Muttergottes mit Kind und ein bäuerliches Ölbild des heiligen Antonius aus dem 19. Jahrhundert.

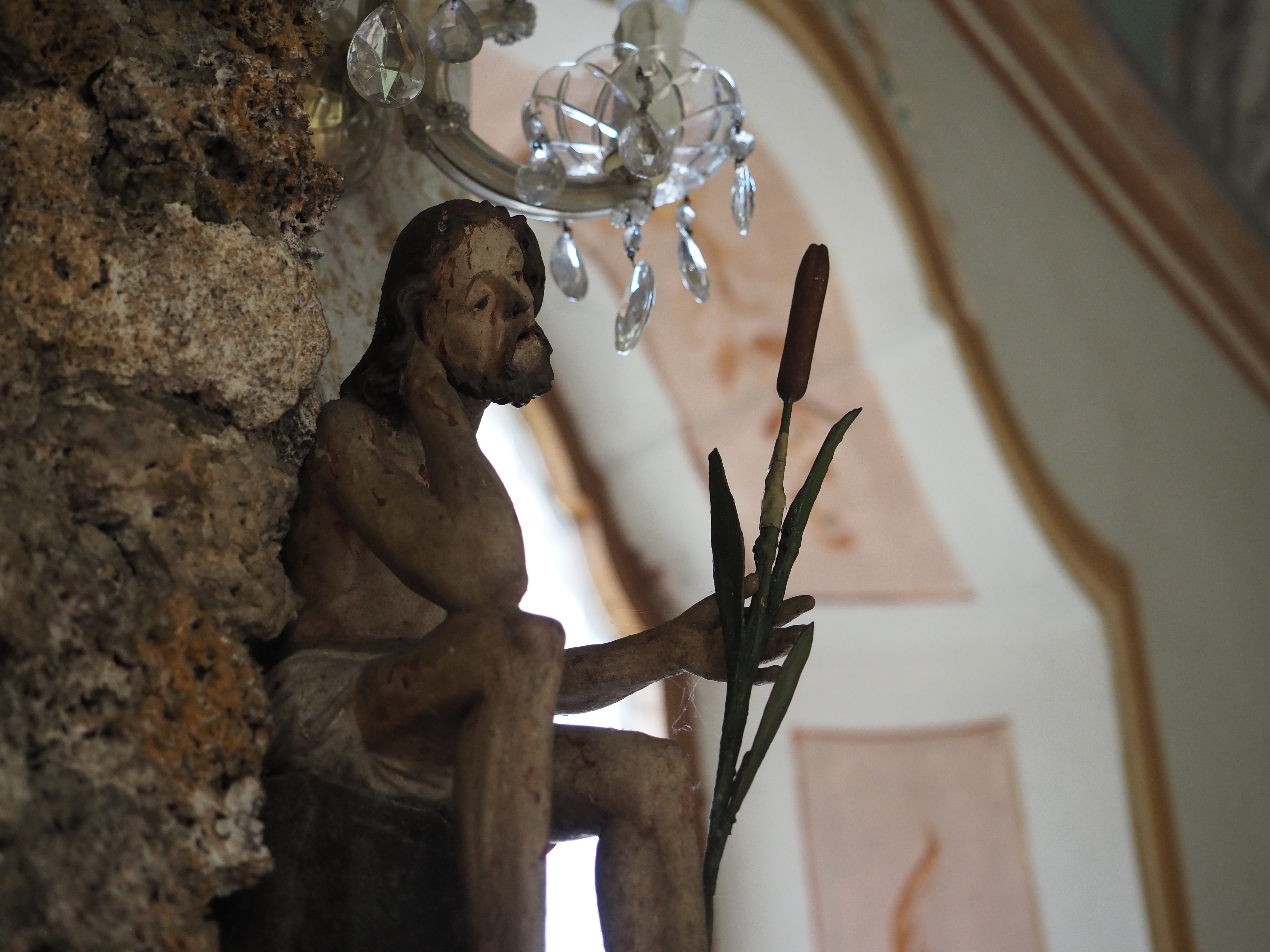
Konsolfigürchen Christus in der Rast